# Kattenstoet

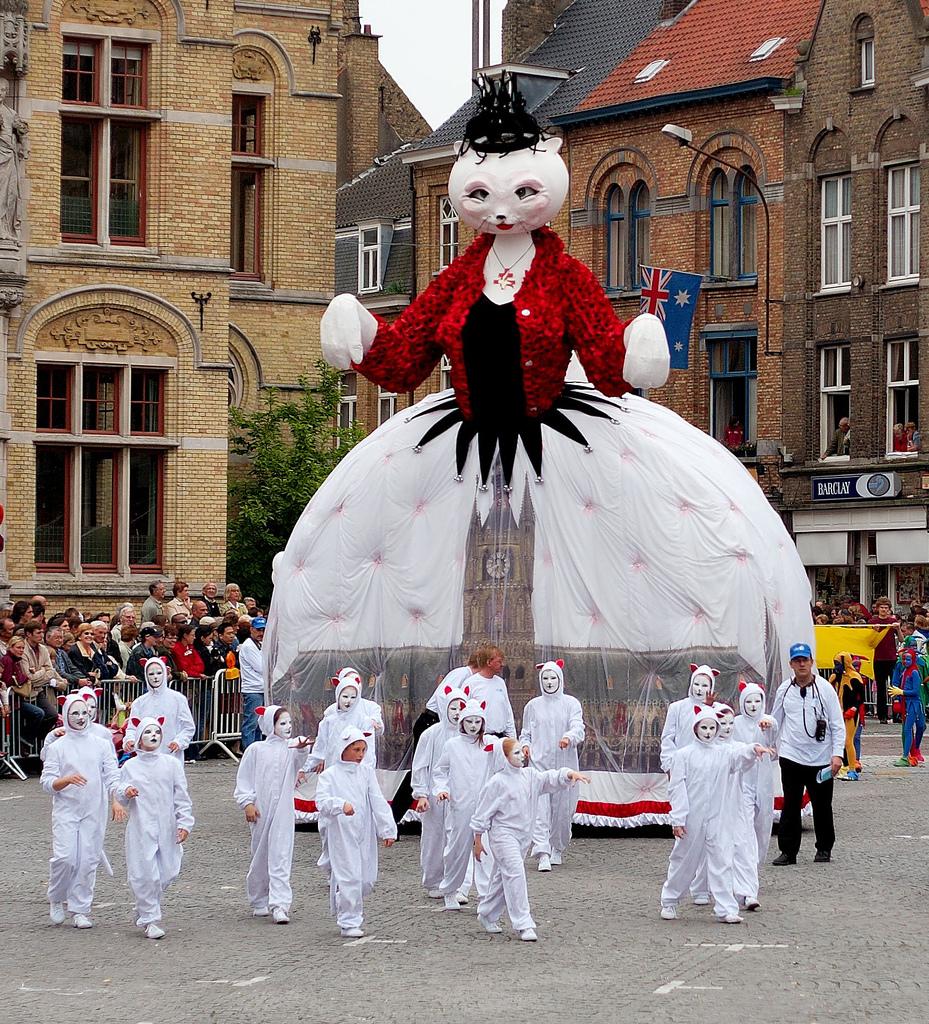
Minneke Poes, Kattenstoet 2006.

Le kattenstoet (le Cortège des chats) est une parade qui a lieu à Ypres tous les trois ans le deuxième dimanche de mai : la 45e édition a eu lieu le 18 mai 2018. Cette parade commémore depuis 1955 un rite pratiqué au Moyen Âge et jusqu’en 1817 : de vrais chats étaient jetés du haut de la tour de halle. Désormais, les chats sont remplacés par des peluches.
Cette fête est également l'occasion d'un cortège de Géants parmi lesquels figurent de nombreux chats.

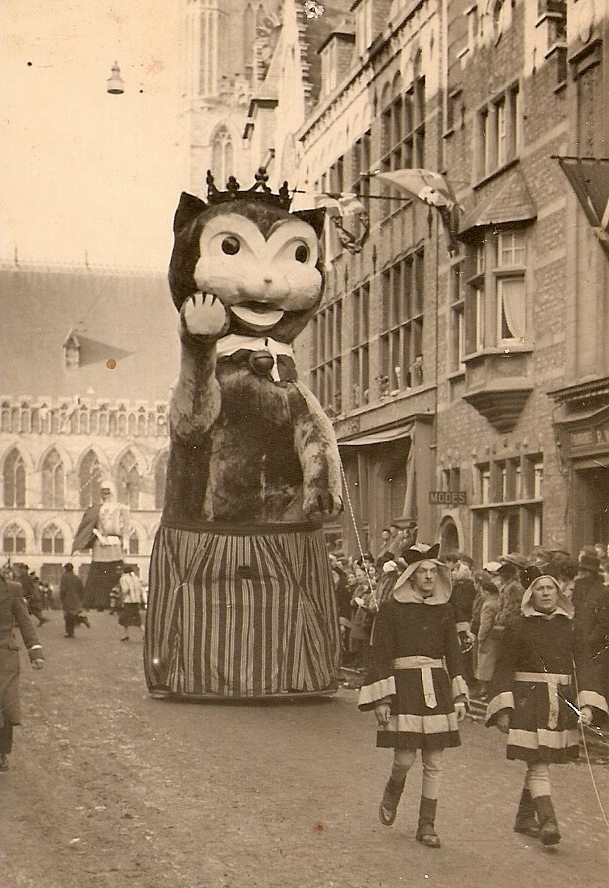
La Kattenstoet dans les années 1950
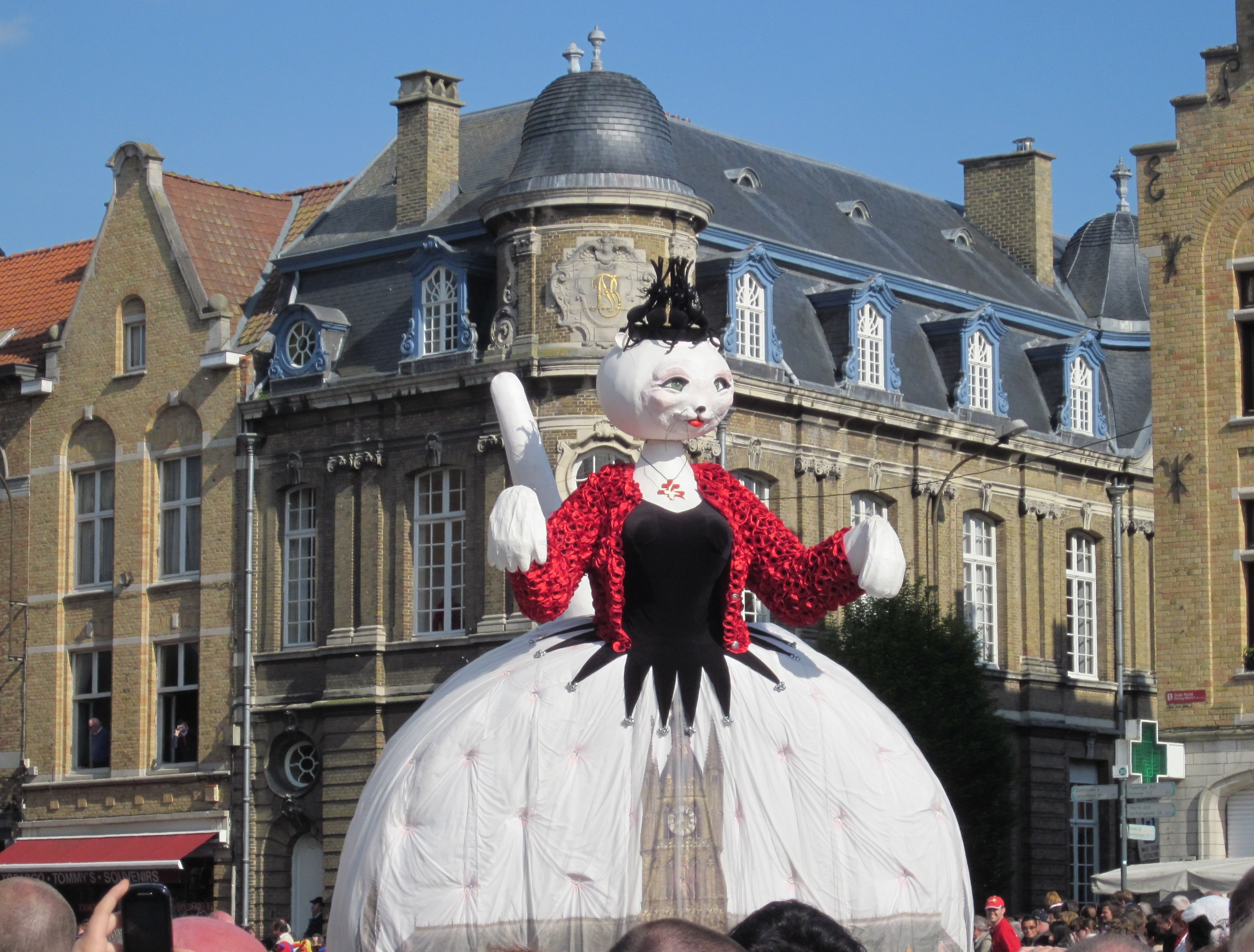
La géante Minneke Poes. Kattenstoet 2012
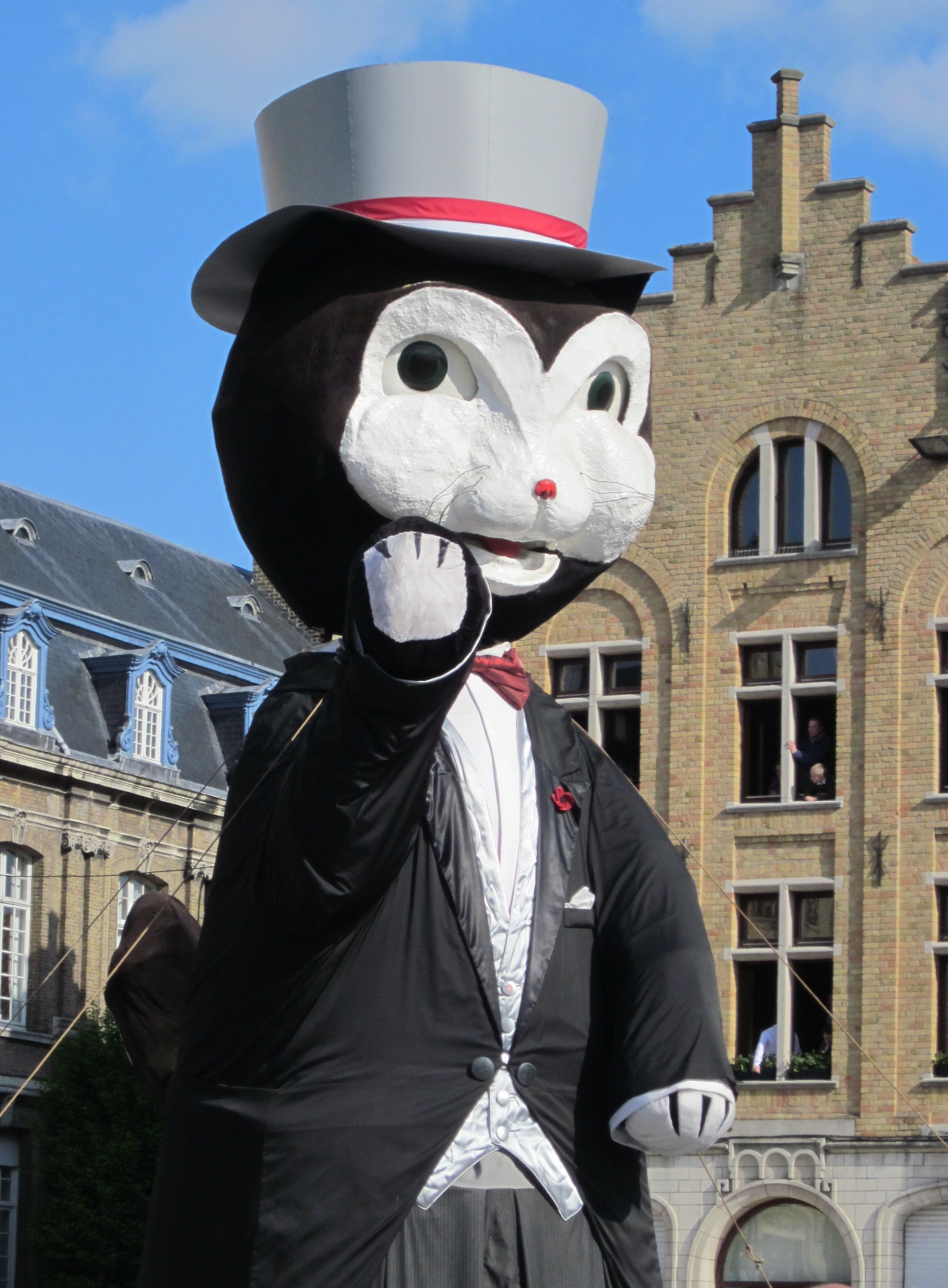
Le géant Cyper, Kattenstoet 2012
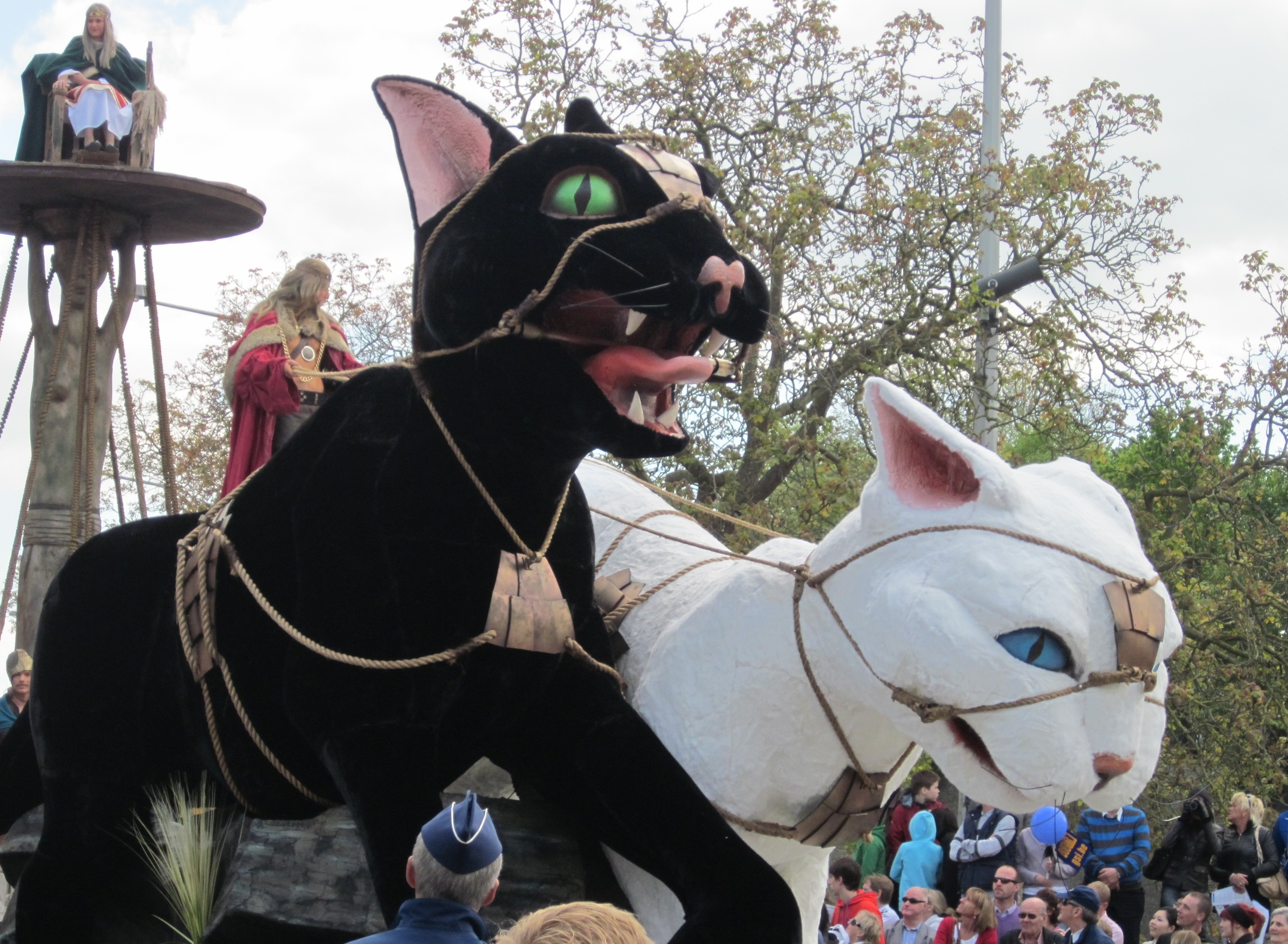
kattenstoet 2012